# シャフィルカン
シャフィルカン (ラテン文字:Shofirkon, Shafirkan、ウズベク語: Shofirkon / Шофиркон、ロシア語: Шафиркан、タジク語: Шофирком) はウズベキスタン・ブハラ州の都市である。州都のブハラからは北に約40kmの地点に位置する。2012年の人口は29,391人である。

## 概要
中世の初め頃には人が住んでいたと考えられている。1860年、ブハラ・ハン国がロシア帝国の支配下に入るとそれまで地域の文化的中心地であったヴァルダンジに代わり地域の中心的な都市として台頭する。ブハラ社会主義ソビエト共和国、ウズベク・ソビエト社会主義共和国を経た後、1969年に都市として設立された。
街にはウズベク人の他、タジク人、ロシア人、トルクメン人などが住んでいる。

## 出身人物
- ホージャ・ムハンマド・アリフ・アル・レフガーリー（ロシア語版） (Khodja Mukhammad Arif ar-Revgari, 1165-1262)[3] - イスラーム哲学者
- イブラヒム・ムミノヴィチ・ムミノフ (1908-1974) - 哲学者、ソ連邦英雄称号受賞者